# 沃尔夫冈·贡克尔
沃尔夫冈·贡克尔（德語：Wolfgang Gunkel，1948年1月15日—2020年5月20日），德国男子赛艇运动员。他曾代表东德参加1968年和1972年夏季奥林匹克运动会赛艇比赛，其中1972年奥运会获得一枚金牌。